# 기초전력연구원
기초전력연구원은 전력 산업에 관련된 기초 연구를 수행하고, 대학교수, 대학원학생, 산업체 연구원 및 기술자 등에게 연구 시설 이용을 제공함으로써 전력기술자립의 기반을 조성하고 인재를 양성하는데 기여함을 목적으로 1988년 4월 설립된 기타공공기관이다. 서울특별시 관악구 관악로 1 서울대학교 130동에 위치하고 있다.

## 같이 보기
- 기초과학연구원